# Сосновая (Липецкая область)
Сосновая — деревня Петровского сельсовета Измалковского района Липецкой области 12 км к юго-востоку от с. Измалково

## История
В 1960 г. указом Президиума Верховного Совета РСФСР деревня Богохраниловка переименована в Сосновую.

## Население
| 2010 |
| ---- |
| 8    |